# Warren Spector
Pour les articles homonymes, voir Spector.
Warren Spector (2 octobre 1955) est un concepteur américain de jeux vidéo connu pour avoir œuvré sur l'intégration d'éléments du RPG dans le jeu de tir à la première personne.
En 2012, il reçoit un Game Developers Choice Award pour l'ensemble de sa carrière.

## Histoire
Avant d'entrer dans l'industrie du jeu vidéo, il a travaillé dans le jeu de rôle chez Steve Jackson Games, où il a par exemple participé au développement de Toon avec Greg Costikyan. Ensuite il est allé travailler chez TSR où il a surtout travaillé dans leur département de recherche et développement, aidant notamment au lancement de Spelljammer.
Plus tard il a travaillé avec Origin Systems et Looking Glass Studios, sur des jeux très connus comme Ultima Underworld, System Shock, et Dark Project : La Guilde des voleurs. Il crée ensuite Austin, une branche de Ion Storm qui a en particulier développé Deus Ex, Deus Ex: Invisible War, Dark Project: Deadly Shadows.
En 2004, il quitte Ion Storm pour « poursuivre des intérêts personnels en dehors de l'entreprise» et en 2005, il travaille pour une nouvelle entreprise: Junction Point Studios, racheté en 2007 par Disney Interactive Studios, pour qui il a développé le jeu Wii Epic Mickey sorti en décembre 2010.
Faute de ne pas pouvoir faire un nouveau DuckTales, Warren Spector travaille pour Disney sur une série de bandes dessinées éponymes en 2011. Il développe parallèlement la suite d'Epic Mickey, Epic Mickey 2 : Le Retour des héros, sorti en novembre 2012. Il quitte Disney à la suite de la fermeture de Junction Point.
En 2016, Warren Spector rejoint OtherSide Entertainment, créé par Paul Naurath, un ancien de Looking Glass Studios.

## Crédits

### Jeux vidéo
- Ultima VI: The False Prophet (1990), Origin Systems
- Wing Commander (1990), Origin Systems
- Wing Commander: The Secret Missions (1990), Origin Systems
- Bad Blood (1990), Origin Systems
- Wing Commander II: Vengeance of the Kilrathi (1991), Origin Systems
- Wing Commander: The Secret Missions 2 - Crusade (1991), Origin Systems
- Ultima: Worlds of Adventure 2: Martian Dreams (1991), Origin Systems
- Ultima Underworld: The Stygian Abyss (1992), Origin Systems
- ShadowCaster (1993), Origin Systems (Uncredited)[2]
- Ultima Underworld II: Labyrinth of Worlds (1993), Origin Systems
- Wing Commander: Privateer - Righteous Fire (1993), Origin Systems
- Ultima VII Part Two: Serpent Isle (1993), Origin Systems
- Ultima VII Part Two: The Silver Seed (1993), Electronic Arts
- Wings of Glory (1993), Electronic Arts
- System Shock (1994), Looking Glass Technologies
- CyberMage: Darklight Awakening (1995), Origin Systems
- Crusader: No Remorse (1995), Origin Systems
- Thief: The Dark Project (1998), Looking Glass Studios
- Deus Ex (2000), Ion Storm Austin
- Deus Ex: Invisible War (2003), Ion Storm Austin
- Thief: Deadly Shadows (2004), Ion Storm Austin
- Epic Mickey (2010), Disney Interactive Studios
- Epic Mickey 2: Le Retour des héros (2012), Disney Interactive Studios
- Underworld Ascendant (à venir[réf. nécessaire]), OtherSide Entertainment
- System Shock 3 (à venir), OtherSide Entertainment

Spector est généralement crédité comme producteur, sauf pour Deus Ex sur lequel il est réalisateur.

### Jeu de rôle
- Toon – Developer (1984), Steve Jackson Games
- Bullwinkle and Rocky Role-Playing Party Game – Editor (1988), TSR, Inc.
- Uncanny X-Men Boxed Set – Editor (1990), TSR, Inc.

### Roman
- Double Agent: Royal Pain/The Hollow Earth Affair by Richard Merwin/Warren Spector  (ISBN 0-88038-551-0)

### Comics
- DuckTales – Boom! Studios (2011)[3] (D'après les séries d'animation La Bande à Picsou de 1987 et Myster Mask)

### Livre-jeu
- One Thing After Another – Puffin Books - (Marvel Super Heroes Gamebook #5)[4],[5]